# Hans Meyer (Pädagoge)
Hans Meyer (auch: Hans Georg Meyer und Hans-Georg Meyer sowie Hans Georg Christian Meyer * 11. November 1849 in Berlin; † 5. Januar 1913 ebenda) war ein deutscher Gymnasiallehrer, Dichter, Sprachforscher und Schriftsteller.

## Leben

Zum 100. Geburtstag von Kaiser Wilhelm I. 1897 privat verausgabte Mercur-Karte mit zwei Strophen von Meyers Lied Wilhelm der Grosse. Lied der Deutschen;
Druck: A. Molling & Comp., Hannover, datiert 1. Januar 1900 an das Kestner Museum

Hans Georg Christian Meyer wurde 1849 als Sohn eines in Berlin tätigen Zimmermannes geboren. Er besuchte das Gymnasium zum Grauen Kloster, an dem er 1869 sein Abitur ablegte. An den Universitäten in Heidelberg, Berlin, Leipzig und München besuchte er philosophische, historische, geographische und kulturhistorische Vorlesungen, bevor er ab 1872 die Universität in Halle (Saale) besuchte, an der er 1874 promoviert wurde durch seine Dissertation zum Thema Leibniz und Baumgarten als Begründer der deutschen Aesthetik.
1876 schloss Meyer sein Probejahr ab und bestand die Lehramtsprüfung. Ab dem Folgejahr 1877 begann er mit dem Titel Dr. phil. als Oberlehrer am Gymnasium zum Grauen Kloster.
Ab 1890 war Meyer einer der ersten Sommerfrischler in dem kleinen Ort Neuglobsow in der Mark Brandenburg, wohin er bald jährliche „Sängerfahrten“ mit dem Schülerchor seines Gymnasiums unternahm. Die dabei gesungenen Lieder hatte er zumeist selbst gedichtet, während die Vertonung von seinem Freund stammte, dem Schuldirektor Ludwig Bellermann.
1894 wurde Meyer, der insbesondere das Fach Geschichte unterrichtete, der Titel Professor verliehen.
Anlässlich des 100sten Geburtstages des verstorbenen deutschen Kaisers Wilhelm I., der während der Centenar-Feier vom 21. bis 23. März 1897 in Berlin zu „Wilhelm dem Großen“ überhöht wurde, dichtete Meyer das von dem Komponisten Theodor Krause für verschiedene Stimmen vertonte und im Musikalienverlag von C. A. Challier & Co. in Berlin im März 1897 erschienene Lied Wilhelm der Grosse. Lied der Deutschen, beginnend mit der Strophe

„Er kam vor hundert Jahren

Der uns auf Gottes Ruf

Mit deutschen Heldenscharen

Ein Vaterland erschuf ...“

das später auch in anderen Schulbüchern verbreitet wurde.
Neben seinen Lied-Dichtungen schuf der Schulprofessor Erzählungen und betätigte sich als Übersetzer von Schriften Homers.
Zu den Ehrungen Meyers zählt die Verleihung des Roten Adlerordens Vierter Klasse.
Nach seinem plötzlichen Tod in Berlin wurde Hans-Georg Meyer seinem Wunsch entsprechend auf dem Friedhof von Neuglobsow bestattet, auf dem sich sein Grabstein mit einer Reliefplatte erhalten hat. Sie zeigt eine Mutter, die ihrem Sohn einen Lorbeerkranz reicht mit der lateinischen Inschrift „Res severa verum gaudium“ („Ernsthafte Sache ist wahre Freude“).

## Schriften (Auswahl)
- Leibniz und Baumgarten als Begründer der deutschen Aesthetik. Inaugural-Dissertation, welche mit Bewilligung einer hohen philosophischen Facultät der vereinigten Friedrichs-Universität Halle-Wittenberg ..., Halle: Plötz'sche Buchdruckerei, [1874]; Digitalisat der Österreichischen Nationalbibliothek
- Bemerkungen aus dem Zeitalter der schönen Wissenschaften (= Wissenschaftliche Beilage zum Programm des Berlinischen Gymnasiums zum Grauen Kloster, Programm Nummer 51), Berlin: R. Gaertner Verlagsbuchhandlung Hermann Heyfelder, 1886; Digitalisat der Universitätsbibliothek der Heinrich-Heine-Universität Düsseldorf
- Lehrbuch der Geschichte für die unteren und mittleren Klassen höherer Lehranstalten, 4 Hefte, Berlin: Springer, ab 1888:
  - Heft 1: Alte Geschichte. Mit einem Abriß der alten Geographie, 1888 (7. Auflage, 1905)
  - Heft 2: Deutsche Geschichte im Mittelalter, 1888 (4. Auflage 1904)
  - Heft 3: Deutsche Geschichte in der neueren Zeit, 1889
    - 2. Auflage unter dem Titel Deutsche Geschichte von der Reformation bis zu Friedrich dem Großen, 1894 (3. Auflage 1901)

  - Heft 4: Deutsche Geschichte von Friedrich dem Großen bis zur Gegenwart, 1889 (3. Auflage 1905)
- Bildung und Betonung zusammengesetzter Wörter im Deutschen, Berlin 1911[7]
- Eros und Psyche. Ein Gedicht, Berlin: Siegismund, 1899
- Übersetzung von Homers
  - Odyssee, 1905
  - Ilias, 1907
- Der richtige Berliner in Wörtern und Redensarten, begonnen von Hans Meyer, fortgeführt von Siegfried Mauermann und für die 10. Auflage bearbeitet und ergänzt von Walther Kiaulehn, München; Berlin: Biederstein-Verlag, 1965